# Konvencionalni rat
Konvencionalni rat oblik je ratovanja u kojem se rabi konvencionalno oružje i taktika. On se odvija između vojski dviju ili više zemalja pri otvorenim sukobu. Snage na obje strane su jasno definirani i uporaba konvencionalnih oružja, a ne i nuklearno, kemijsko ili biološko oružje.
Glavna svrha konvencionalnog ratovanja je uništenje ili umanjenje protivnikovih vojnih snaga.